# Queenie Smith

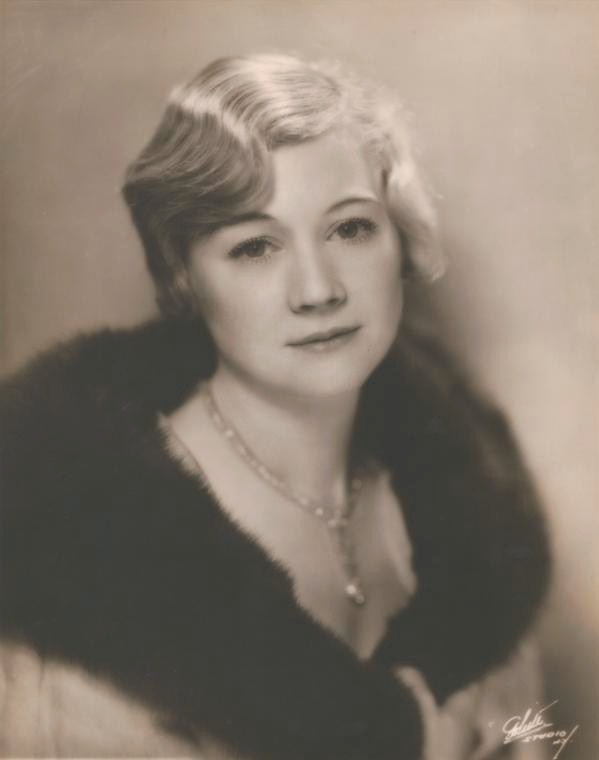
Queenie Smith (um 1920)

Queenie Smith (* 8. September 1898 in New York; † 5. August 1978 in Burbank, Kalifornien) war eine US-amerikanische Schauspielerin.

## Leben und Karriere
Smith absolvierte bereits in jungen Jahren eine Ausbildung an der Ballettschule der Metropolitan Opera Company und gab 1919 ihr Broadway-Debüt in der musikalischen Komödie Roly-Boly Eyes. In den folgenden fünfzehn Jahren trat Smith in diversen Musikkomödien auf. Eine ihre bemerkenswertesten Rollen war die Hauptrolle als „Tip-Toes“ Kaye in Tip-Toes im Jahr 1925, worin sie den von George und Ira Gershwin stammenden Song That Certain Feeling sang, der zum Klassiker wurde. 1929 trat Smith in The Street Singer am Broadway auf, während dieser Zeit ging sie mit dem Schauspieler Archie Leach aus, der später als Cary Grant ein Weltstar wurde.
Bereits 1915 war Smith relativ am Anfang ihrer Karriere in einem Stummfilm als Filmschauspielerin aufgetreten, doch die folgenden zwanzig Jahre war sie hauptsächlich am Theater tätig. 1935 zog sie schließlich nach Hollywood und trat im folgenden Jahr in der Filmversion von Show Boat in der Rolle der Ellie May Chipley auf. Im Verlaufe der folgenden Jahrzehnte pendelte sie zwischen Engagements beim Theater und beim Film. 1947 übernahm die Schauspielerin eine Nebenrolle in Anatole Litvaks Film noir Die lange Nacht an der Seite von Henry Fonda und Barbara Bel Geddes. In Hollywood-Filmen blieb sie primär eine Nebendarstellerin und verkörperte in späteren Jahren oft neugierige oder schrullige Nachbarinnen, Haushälterinnen, Mütter, Tanten oder Vermieterinnen.
Smith unterrichtete viele Jahre lang „Drama“ an der Hollywood Professional School und stand dem Melodyland Theater in Anaheim in den 60er Jahren als Direktorin vor. In späteren Jahren spielte sie diverse Fernsehrollen als zierliche alte Dame, so zum Beispiel als Mrs. Amanda May Whipple in fünf Folgen der Familienserie Unsere kleine Farm. In der Comedyserie The Funny Side spielte sie 1971 an der Seite von Burt Mustin ein altes Ehepaar. Gastspiele gab sie auch in Eine amerikanische Familie und bei den Waltons. Ihre letzte Rolle war 1978 die der Elsie in der Filmkomödie Eine ganz krumme Tour mit Goldie Hawn und Chevy Chase.
Smith arbeitete bis zu ihrem Krebstod im Jahr 1978 regelmäßig als Schauspielerin. Einen Monat vor ihrem 80. Geburtstag starb sie.

## Filmografie (Auswahl)
- 1915: John Halifax, Gentleman
- 1935: Mississippi
- 1936: Show Boat
- 1939: On Your Toes
- 1946: Morgen und alle Tage (From This Day Forward)
- 1946: Rächer der Unterwelt (The Killers)
- 1947: Die lange Nacht (The Long Night)
- 1948: Schlingen der Angst (Sleep, My Love)
- 1948: Die Schlangengrube (The Snake Pit)
- 1949: Zweikampf am Red River (Massacre River)
- 1950: Der Weihnachtswunsch (The Great Rupert)
- 1950: Frauengefängnis (Caged)
- 1950: Menschen ohne Seele (Union Station)
- 1951: Beichte eines Arztes – Die erste Legion (The First Legion)
- 1951: Der jüngste Tag (Le Choc des mondes)
- 1952: Die größte Schau der Welt (The Greatest Show on Earth)
- 1955: Meine Schwester Ellen (My Sister Eileen)
- 1956: Ohne Liebe geht es nicht (You Can’t Run Away from It)
- 1957: Dein Schicksal in meiner Hand (Sweet Smell of Success)
- 1968: Große Lüge Lylah Clare (The Legend of Lylah Clare)
- 1969: Hawaii Fünf-Null (Hawaii Five-O, Fernsehserie, 1 Folge)
- 1971: The Funny Side (Fernsehserie, 6 Folgen)
- 1973: Männerwirtschaft (The Odd Couple, Fernsehserie, 1 Folge)
- 1973: Die Mädchen von Huntington Haus (The Girls of Huntington House, Fernsehfilm)
- 1973: Die Waltons (Fernsehserie, Folge Der Preis)
- 1973: Love, American Style (Fernsehserie, Folge Liebe um des Stammhauses willen)
- 1974–1977: Unsere kleine Farm (Little House on the Prairie, Fernsehserie, 5 Folgen)
- 1975: Der Tag der Heuschrecke (The Day of the Locust)
- 1975: Straßen der Nacht (Hustle)
- 1975/1976: Barney Miller (Fernsehserie, 2 Folgen)
- 1976: C.R.A.S.H. (Mother, Jugs & Speed)
- 1976: Eine amerikanische Familie (Family, Fernsehserie; Folge Skeleton in the Closet)
- 1977: Love Boat (The Love Boat, Fernsehserie, 1 Folge)
- 1978: The Transformer – Sein Hass war stärker als Gefängnismauern (Invisible Strangler)
- 1978: Nobody is Perfect (The End)
- 1978: Eine ganz krumme Tour (Foul Play)